# Rubus pectinellus
Rubus pectinellus là loài thực vật có hoa trong họ Hoa hồng. Loài này được Maxim. miêu tả khoa học đầu tiên năm 1871.

## Hình ảnh

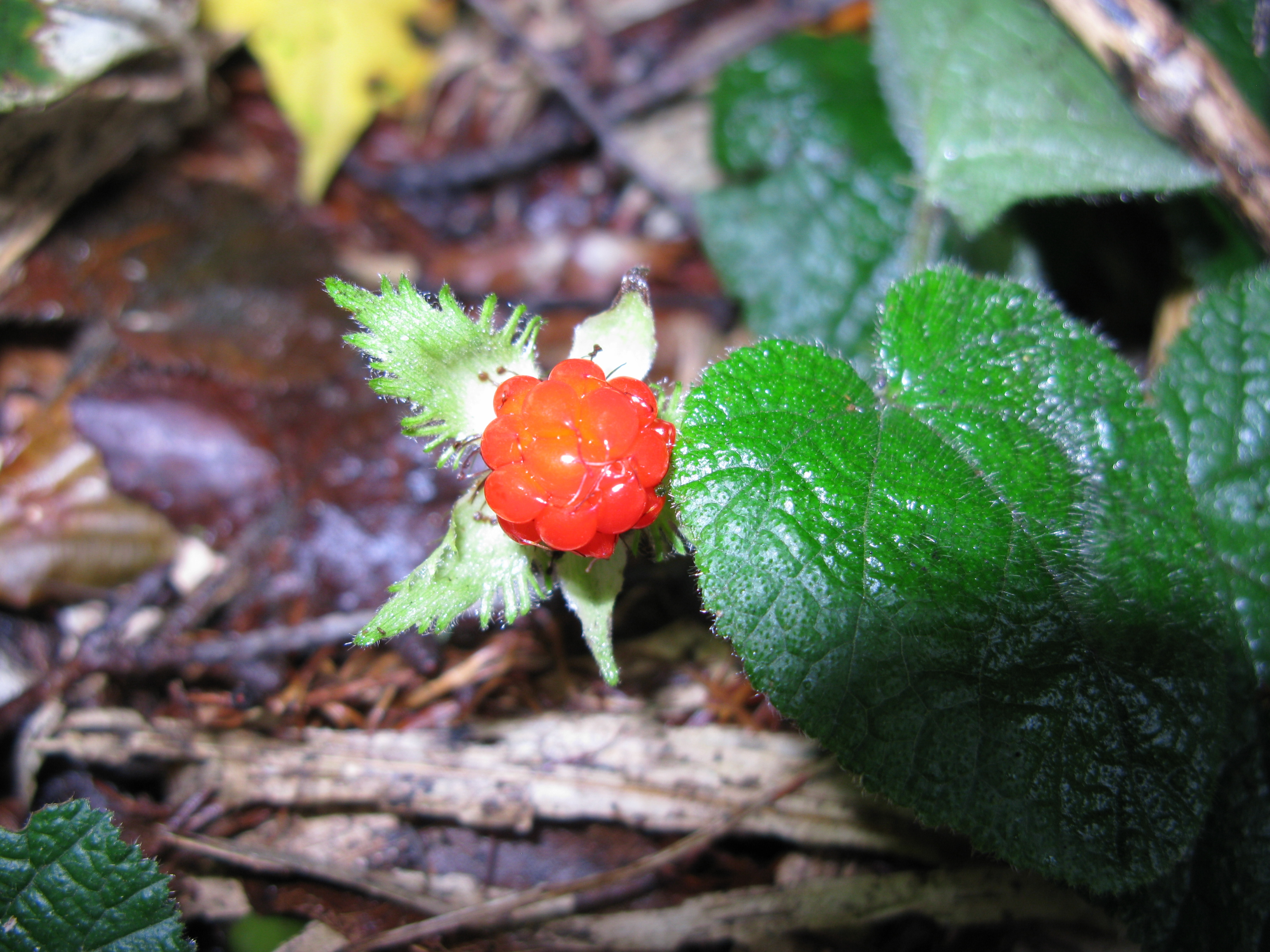